# Васил Шарков
Васил Тодоров Шарков е български просветен деец и краевед.

## Биография
Роден е през 1883 година в богато семейство в село Килифарево, Търновско. През 1904 година завършва гимназия в Търново, след което за кратко учителства в Ловешко. От 1905 до 1911 година учи в Софийския университет, където завършва славянска филология. Учителства във Враца и Казанлък (1910 – 1911).
Участва в Балканските войни от 1912 – 1913 г. За бойни заслуги е произведен в чин подпоручик (от запаса). След демобилизацията отново е учител в Казанлък. През 1914 г. е преместен в Дупница. По време на Първата световна война (1915 – 1918) е мобилизиран и служи в Четиринадесети пехотен македонски полк. След войната се завръща в Дупница, където е избран за председател на дружеството на запасните офицери. През 1926 г. е назначен за помощник училищен инспектор за Петричко.
Установява се в Горна Джумая, където живее и работи. По негова инициатива през 1929 г. в града се създава археологическа сбирка и археологическо дружество „Скаптопара“ към читалище „Съгласие“. Занимава се с краеведска дейност. През 1930 година издава книгата „Град Горна Джумая. Минало и днес“, която е ценен източник за историята на града. През 2005 година излиза второ фототипно издание на книгата. Уредник е на списание „Пирин“ - „месечно списание за народна култура и туризъм“, излизало в Горна Джумая през 1929 – 1932 година.
Умира през 1965 година в София.